# Bremersdorf
Die Wüstung Bremersdorf ist eine 1122 erstmals erwähnte, aber bereits 1394 aufgegebene Siedlung nahe Bad Kissingen im  Aschach-Auraer-Wald.

## Lage
Die Wüstung Bremersdorf liegt an der Bayerischen Staatsstraße 2792 zwischen Bad Kissingen und Poppenroth im Kaskadental unweit des Wildpark Klaushof an der Ilgenwiese.

## Geschichte
Der Ort Bremersdorf fand erstmals 1122 in der Gründungsurkunde des Klosters Aura Erwähnung, denn es gehörte zu dessen Grundbesitz. Archäologische Untersuchungen ergaben, dass der Ort über circa fünf Gehöfte und eine eigene Kirche verfügte. Der Besitz dieser dem heiligen Eligius geweihten Kirche unterscheidet die Wüstung Bremersdorf von allen anderen im Achach-Auraer-Wald.
Nach einer Sage wurde die Siedlung zerstört, weil die Einwohner des Diebstahls beschuldigt wurden und die Felder und Wiesen der Kissinger beschädigt haben sollen. Da die Überreste der Siedlung auf eine gewaltsame Zerstörung hindeutende Brandspuren aufweisen, wird von einem erheblichen Wahrheitsgehalt dieser Sage ausgegangen. In der Auraer Zentordnung von 1394 fand der Ort keine Erwähnung mehr, da er vermutlich schon verlassen war.